# Swissminiatur
A Swissminiatur egy 1959-ben megnyitott szabadtéri makettpark Ticino kanton Melide városában, mely svájci tájak és épületek kicsinyített mását mutatja be.

## Fekvése és jellemzői
A makettpark 14 000 m²-es területén márciustól novemberig több mint 120 különböző makettet csodálhat meg a közönség. Ezek között megtalálhatóak Svájc 1:25 léptékű, a legapróbb részletekig kidolgozott templomai, várai, emlékművei és egyéb érdekes építményei is. Emellett közel 3,5 kilométeren keresztül 18 vonat, fogaskerekű vasút és drótkötélpályás felvonó is közlekedik a parkban, a vasútmodellezők eldorádójává varázsolva azt. A kialakított vizes területeken a svájci tavakon és folyókon közlekedő hajók és kompok valósághű másai úsznak. A maketteket 15 000 virág és 1500 apró fa veszi körül. A gyermekeknek létesített játszótér mellett egy önkiszolgáló étterem és egy ajándékbolt is várja az érdeklődőket, és mindez egy kisvasúttal is körbeutazható.
2003-ban, Ticino (németül: Tessin) kanton Államszövetséghez való csatlakozásának 200. évfordulójára a milánói dóm is a kiállítás részévé vált. Ennek hátterében az áll, hogy Ticino korábban a milánói hercegek uralma alatt volt, és célja, hogy ennek a történelmi kapcsolatnak emléket állítson.
A Swissminiatur könnyen megközelíthető, ugyanis a park a Gotthardbahn (Gotthard vasút) vonalán, illetve az A2-es autópálya vonalán és Luganótól 5 kilométerre délre, a melidei gátnál található.

## A kiállítás modelljei
| - 1. Tell Vilmos emlékműve, Altdorf (Uri kanton) - 2. Dazio Grande, a Rodi-Fiesso (Ticino kanton) település közelében található Piottino-szakadék egykori vámháza - 3. Titlis-Rotair Vasút, Engelberg (Obwalden kanton) - 4. A Svájci Légimentők (Rega) bázisa, Erstfeld (Uri kanton) - 5. Saas-Fee temploma (Wallis kanton) - 6. Grindelwald-Grund-Männlichen drótkötélpályás felvonó (Bern kanton) - 7. Szuvorov tábornok háza, Schwanden (Glarus kanton) - 8. Nagyház és templom, Elm-Martinsloch (Glarus kanton) - 9. Stockalper-palota, Brig (Wallis kanton) - 10. Szuvorov tábornok és az Ördög-hídi ütközet emlékműve, Szent Gotthárd-hágó/Andermatt (Uri kanton) - 11. Gemsstock drótkötélpályás felvonó, Andermatt (Uri kanton) - 12. Sargans várkastélya (Sankt Gallen kanton) - 13. A Nemzetközi Vöröskereszt székhelye Genfben, (Genf kanton) - 14. Arosai hegyi templom (Bergkirchli) és a postaépület, illetve az egykori kolostorból kialakított Chesa Guardalej Hotel Champfèr-ben (Graubünden kanton) - 15. Maienfeld, Johanna Spyri Heidi című regényének egyik helyszínéül szolgáló település (Graubünden kanton) - 16. Alpesi sajtüzem, Unterschächen (Uri kanton) - 17. Werdenberg falu (Sankt Gallen kanton) - 18. Knie - Svájci Nemzeti Cirkusz, Rapperswil-Jona (Sankt Gallen kanton) - 19. Riz à Porta ház, Silvaplana (Graubünden kanton) - 20. Surlej-Silvaplana-Corvatsch drótkötélpályás felvonó (Graubünden kanton) - 21. St. Moritz-i bobpálya (Graubünden kanton) - 22. St. Moritz-i Ferde torony (Schiefer Turm) és a Chesa Veglia fogadó (Graubünden kanton) - 23. Crusch Alva Hotel, Zuoz (Graubünden kanton) - 24. Jellegzetes engadin-völgyi parasztház (Graubünden kanton) - 25. Schwyzi városháza (Schwyz kanton) - 26. Schwyzi Szövetséglevél-Múzeum (Bundesbriefmuseum) (Schwyz kanton) - 27. Egykori Szent Pál plébániatemplom, Rhäzüns (Graubünden kanton) - 28. Rotondo menedékház (Rotondohütte) (Uri kanton) és Plan Nevé menedékház (Plan Nevé-Hütte) (Wallis kanton) - 29. Goldaui vendégfogadó és gazdaság (Schwyz kanton) - 30. Oberhofeni kastély (Bern kanton) - 31. Stansstadi Schnitz-torony (Nidwalden kanton) - 32. Arnold Winkelried (svájci legendás hős) emlékműve, Stans (Nidwalden kanton) - 33. Wallisi menedékházak - 34. Thuni kastély (Bern kanton) - 35. Kleine Scheidegg, Jungfraubahn és Jungfraujoch-i csillagvizsgáló (Bern kanton) - 36. Blausee-Mitholz-i vasútállomás (Bern kanton) - 37. Jellegzetes ház a Berni-felvidékről - 38. Sion vasútállomás (Wallis kanton) | - 39. „Arany Oroszlán” (Goldener Löwe) vendéglő, Oberaach/Amriswil (Thurgau kanton) - 40. Hagenwil kastély, Amriswil (Thurgau kanton) - 41. Bischofszelli városháza (Thurgau kanton) - 42. Bischofszelli kastély és az Öreg híd (Thurgau kanton) - 43. Zofingeni városháza (Aargau kanton) - 44. Neuhaus villa, Zofingen (Aargau kanton) - 45. Laueneni iskola (Bern kanton) - 46. Appenzell főutcája (Appenzell Innerrhoden kanton) - 47. Frauenfeld kastélya (Thurgau kanton) - 48. A Treib család háza a Vierwaldstätti-tó partján (Uri kanton) - 49. Lucens kastélya (Vaud kanton) - 50. Tell Vilmos-kápolna a Vierwaldstätti-tó partján (Uri kanton) - 51. Grandson vára (Vaud kanton) - 52. Vufflens-le-Château várkastélya (Vaud kanton) - 53. Chillon vára, Montreux (Vaud kanton) - 54. Olimpiai Múzeum, Lausanne (Vaud kanton) - 55. Madonna del Sasso zarándokhely, Locarno (Ticino kanton) - 56. Drótkötélpálya, Monte San Salvatore, Lugano (Ticino kanton) - 57. Avenches-i vár és az Aventicum amfiteátrum (az egykori helvét település központja) (Vaud kanton) - 58. „Schlössli” és a kastélykertben álló ház, Aarau (Aargau kanton) - 59. Lausanne-i székesegyház, (Vaud kanton) - 60. Munot-erőd, Schaffhausen (Schaffhausen kanton) - 61. Hallwil várkastélya (Aargau kanton) - 62. Stein am Rhein egyik tere, (Schaffhausen kanton) - 63. Kolin tér, Zug (Zug kanton) - 64. Romainmôtier apátsága (Vaud kanton) - 65. La Sarraz várkastélya (Vaud kanton) - 66. Nagytemplom (Grossmünster) és a Vízi templom (Wasserkirche), Zürich (Zürich kanton) - 67. Kyburg kastélya (Zürich kanton) - 68. Valère és Tourbillon várak, Sion (Wallis kanton) - 69. Beckenried-Gersau közötti komp a Vierwaldstätti-tavon, (Nidwalden és Schwyz kantonok) - 70. Kapellbrücke és Balthasar-ház, Luzern (Luzern kanton) - 71. Freuler-palota, Näfels (Glarus kanton) - 72. Helytartói rezidencia, Cevio (Ticino kanton) - 73. Nemzeti Múzeum, Szent Gotthárd (Uri kanton) - 74. Autópálya pihenő (Mario Botta tervei alapján), Piotta/Quinto (Ticino kanton) - 75. Helytartói rezidencia és a plébániatemplom, Lottigna (Ticino kanton) - 76. Oroszlános emlékmű, Luzern (Luzern kanton) - 77. Greyerz várkastélya (Fribourg kanton) - 78. Árkádsoros főutca, Murten (Fribourg kanton) - 79. Szent Miklós katedrális, Fribourg (Fribourg kanton) - 80. Aargaui gazdaságok - 81. Appenzelli gazdaság (Appenzell Ausserrhoden kanton) - 82. Homo Civilis virtuális ház | - 83. „UomoNatura” Ökológiai Központ, Acquacalda (Ticino kanton) - 84. Zürichi gazdaság - 85. Jurai gazdaság (Jura kanton) - 86. Rue kastélya (Fribourg kanton) - 87. Emmentali gazdaság (Bern kanton) - 88. „Manna”, az Expo 02 kiállítás Coop-pavilonja, Neuchâtel (Neuchâtel kanton) - 89. Várkastély és templom, Estavayer-le-Lac - 90. Pierre Gianadda Alapítvány, Martigny (Wallis kanton) - 91. Az Államszövetség fennállásának 700. évfordulójára épített sátor (Mario Botta tervei alapján), Bellinzona (Ticino kanton) - 92. Saillon tornyai (Wallis kanton) - 93. Bâtiaz-torony, Martigny (Wallis kanton) - 94. Mövenpick-étterem az A1-es autópálya fölött, Würenlos (Aargau kanton) - 95. Zürich-Kloteni Repülőtér, „A” terminál - 96. Zürich-Kloteni repülőtér 1958-ban - 97. Aarburg erődítménye, (Aargau kanton) - 98. Bremgarten (Aargau kanton) - 99. Schwyz vára (Montebello), Bellinzona (Ticino kanton) - 100. Uri vára (Castelgrande), Bellinzona (Ticino kanton) - 101. „Ponte dei Salti”, Lavertezzo, Verzasca-völgy (Ticino kanton) - 102. Ticinói gazdaság - 103. Saint-Ursanne-i székesegyház (Jura kanton) - 104. Nyon kastélya (Vaud kanton) - 105. Raymontpierre kastélya, Vermes (Jura kanton) - 106. Spalentor városkapu, Bázel (Bázel város kanton) - 107. Berni székesegyház - 108. Delémonti városháza (Jura kanton) - 109. Lenzburg kastélya (Aargau kanton) - 110. Ring tér, Biel (Bern kanton) - 111. Bázeli kapu, Solothurn (Solothurn kanton) - 112. Régi Fegyvertár Múzeum, Solothurn (Solothurn kanton) - 113. Parlament, Bern - 114. Bern óratorony - 115. Várkastély és templom, Neuchâtel (Neuchâtel kanton) - 116. Szent Péter-katedrális, Genf (Genf kanton) - 117. Colombier várkastélya (Neuchâtel kanton) - 118. Vaumarcus várkastélya (Neuchâtel kanton) - 119. Fondation Beyeler Múzeum, Riehen - 120. Bázeli székesegyház (Bázel város kanton) - 121. Burgdorf vasútállomás (Bern kanton) - 122. Burgdorf kastélya (Bern kanton) - 123. Palazzo Művelődési Központ, Liestal (Bázel vidék kanton) - 124. Reka ökológiai üdülőfalu, Urnäsch (Appenzell Ausserrhoden kanton) - 125. Bottmingen kastélya (Bázel vidék kanton) - 126. Kikötő a Rajnán, (Bázel város kanton) - 127. Ogoz sziget, a Pont kastély romjai és a Szent Théodule kápolna (Fribourg kanton) - 128. Milánói dóm, Milánó, Olaszország |

## Galéria

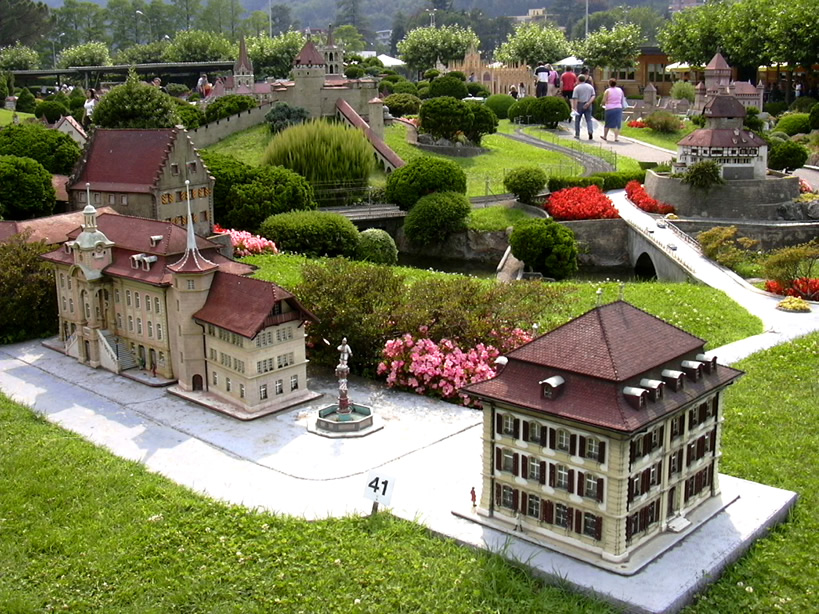
Neuhaus villa, Zofingen
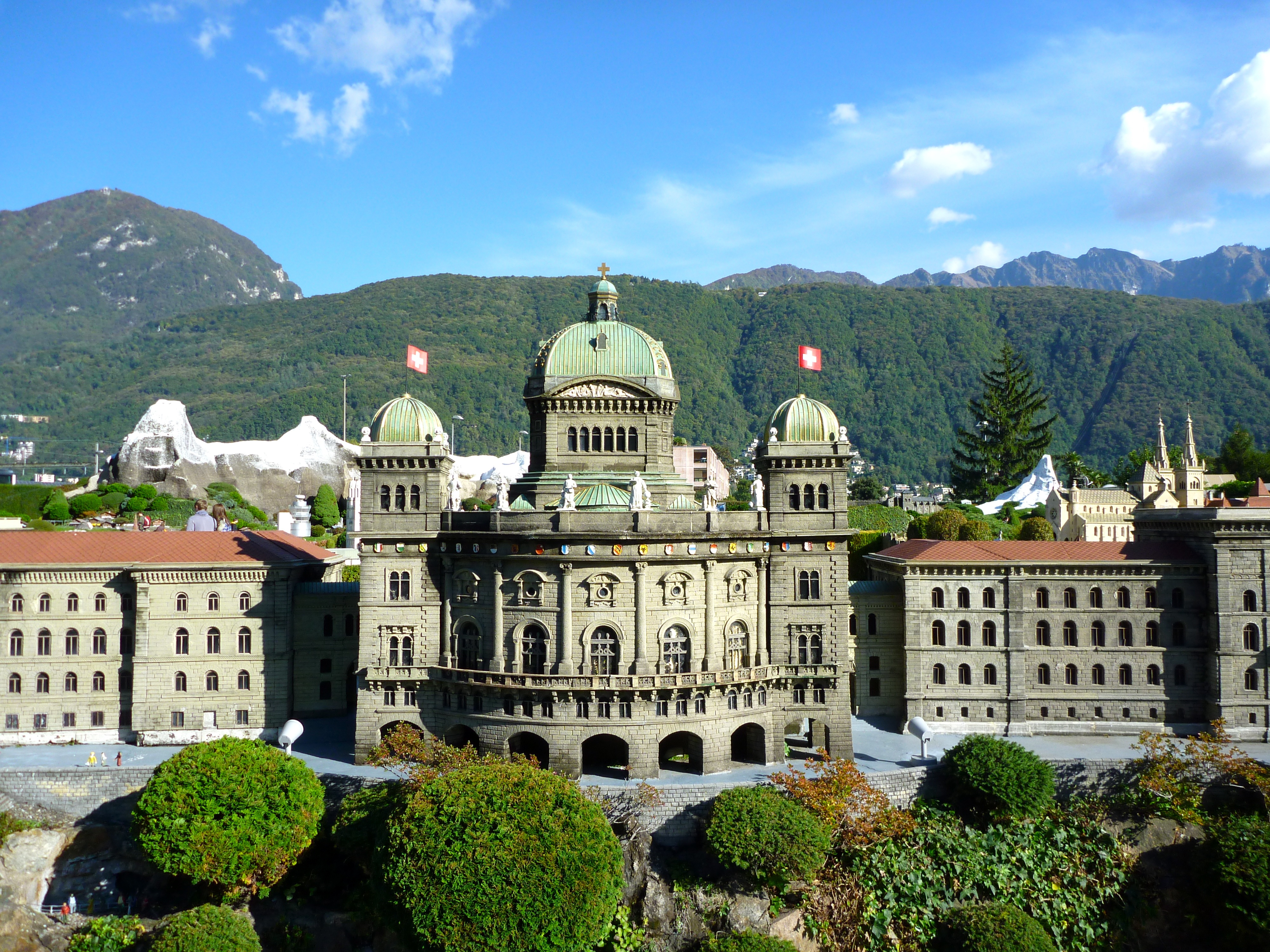
A Parlament épülete
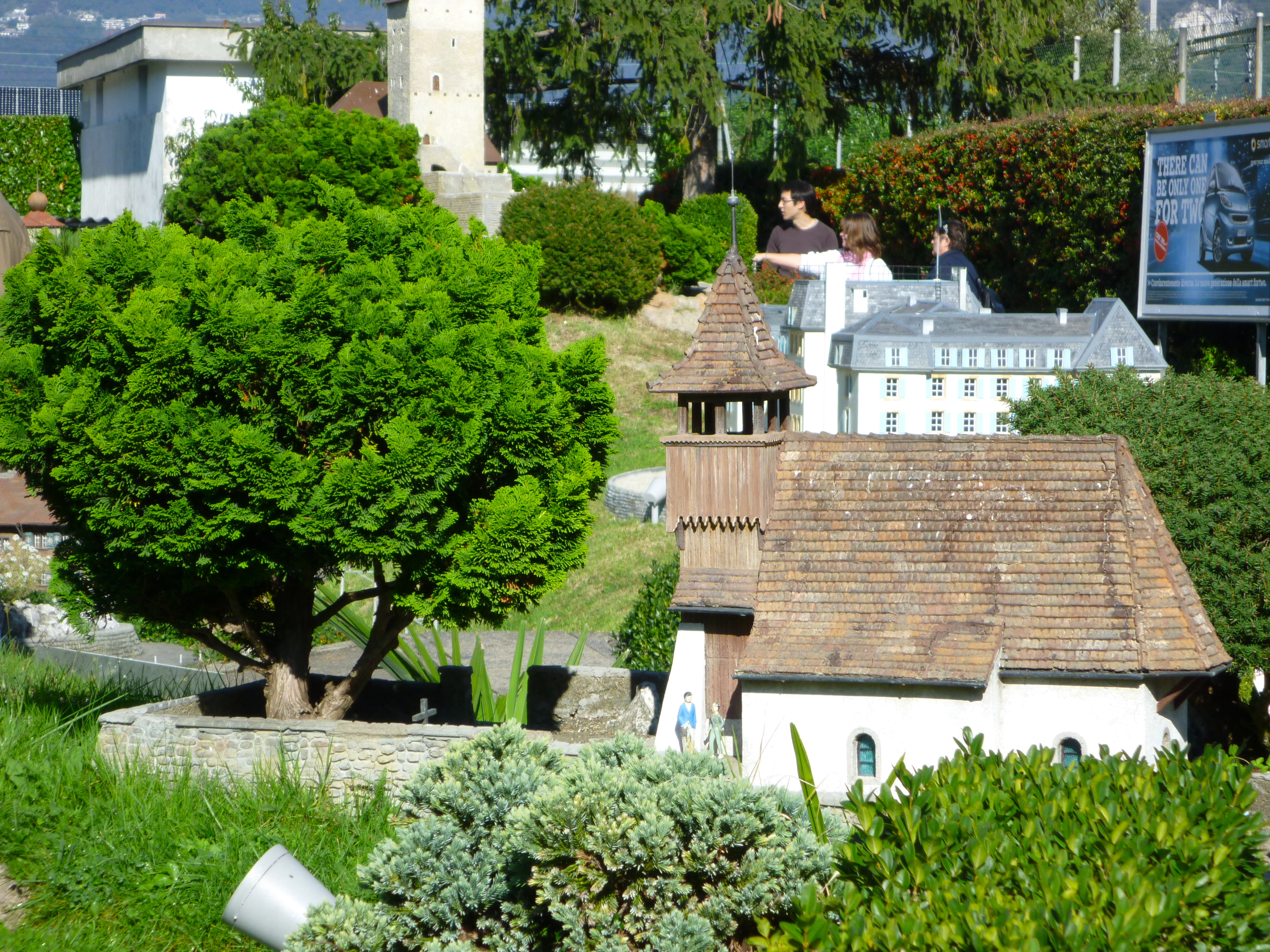
Arosai hegyi templom (Bergkirchli)
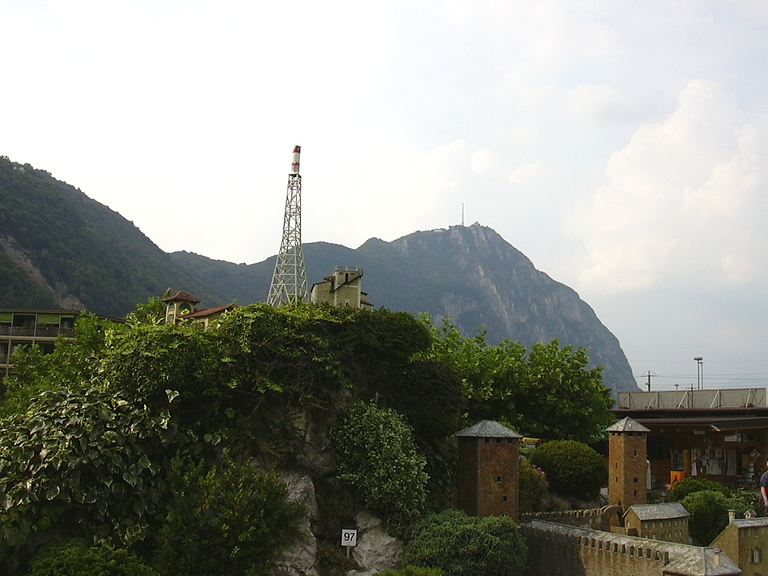
Monte San Salvatore – Háttérben az eredeti heggyel
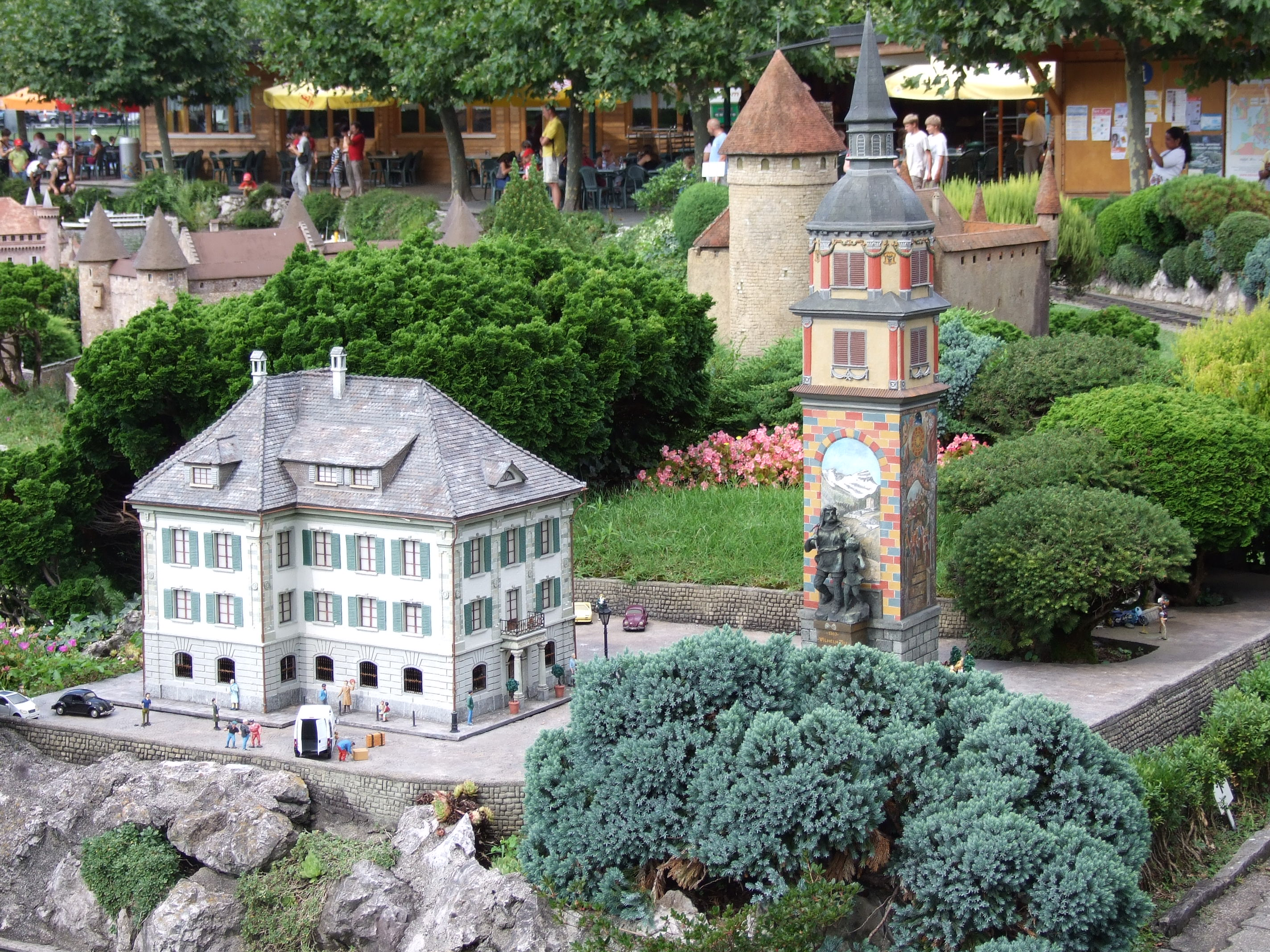
Tell Vilmos emlékműve, Altdorf
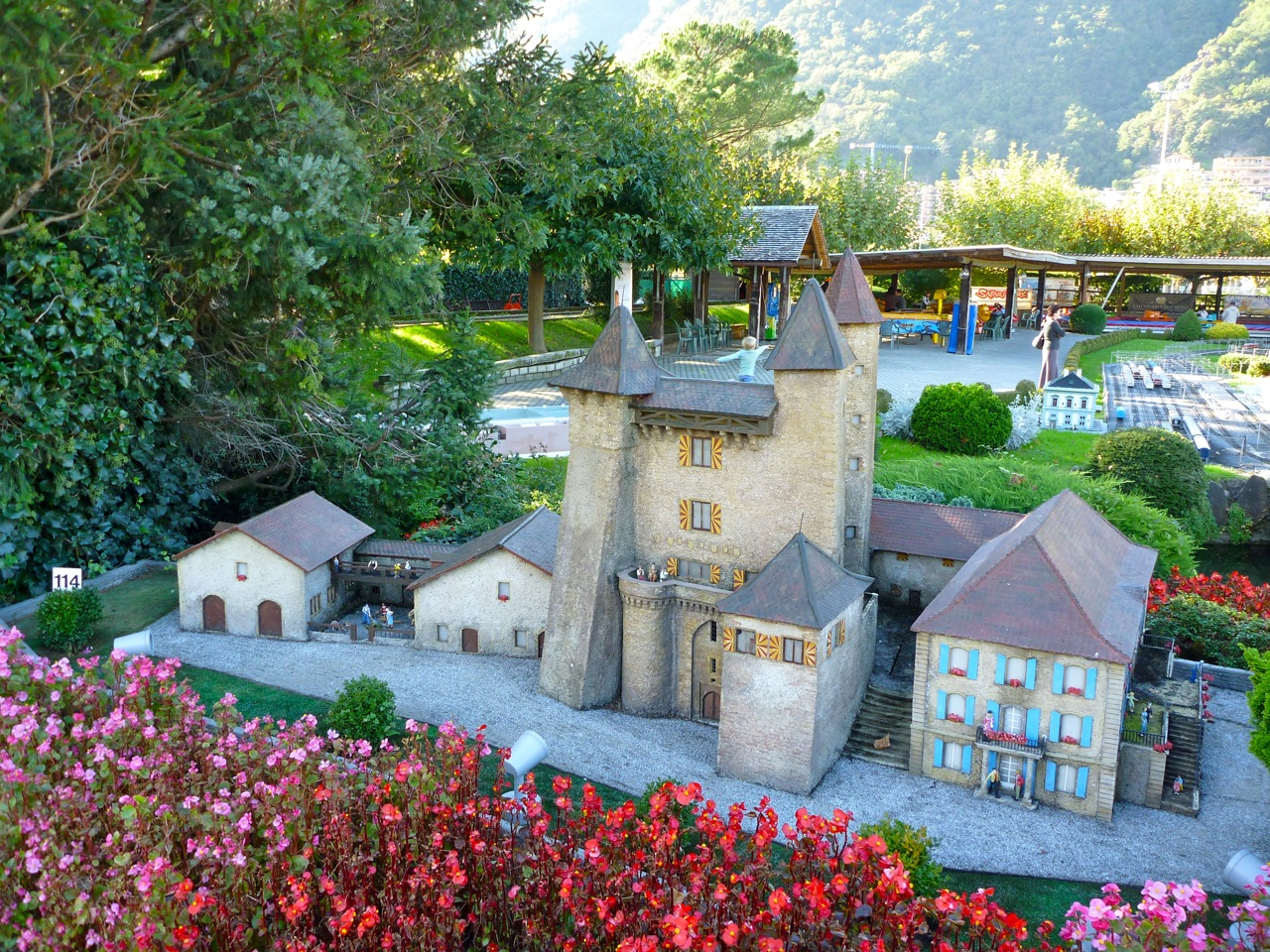
Vaumarcus várkastélya
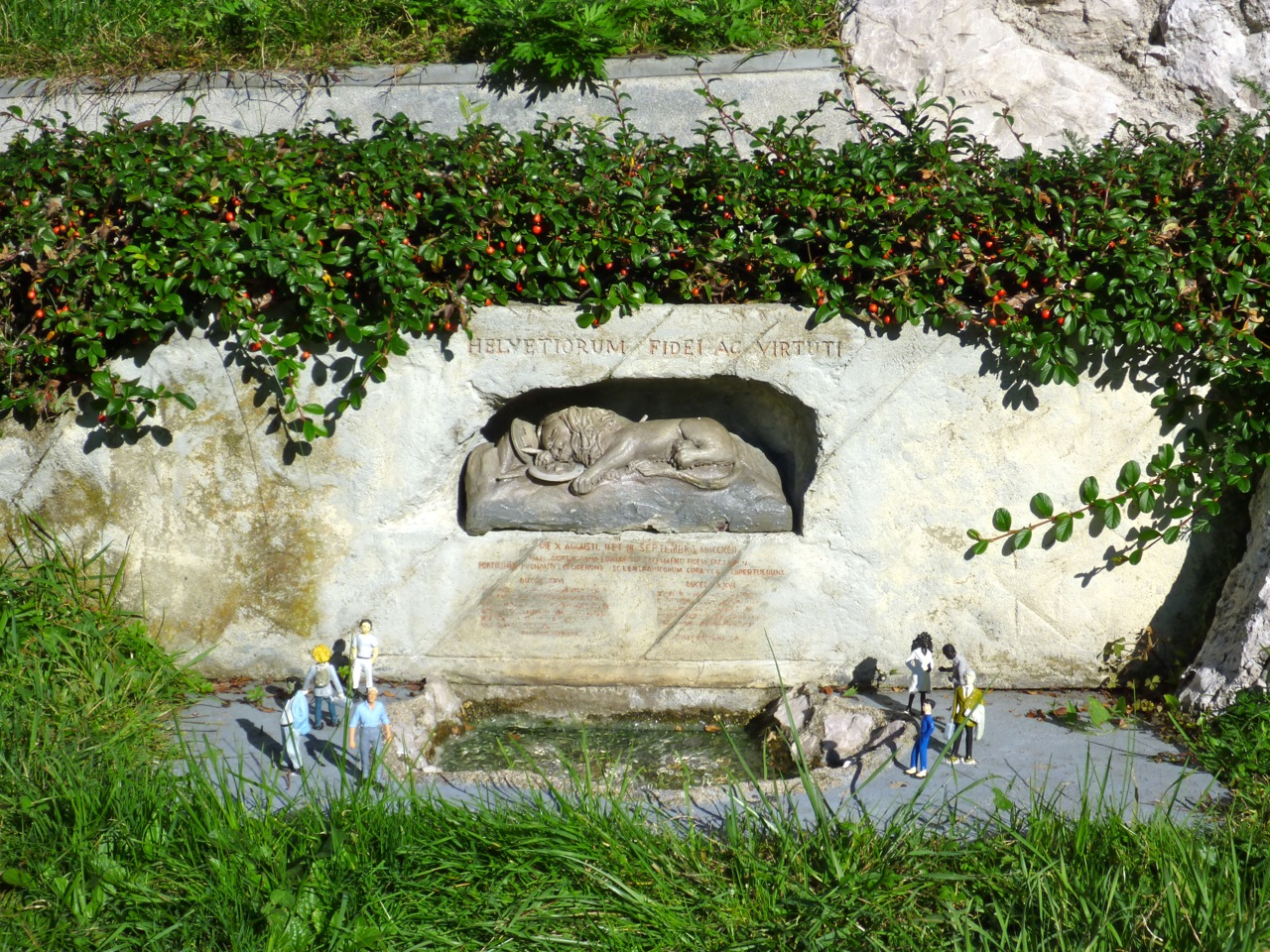
Oroszlános emlékmű, Luzern
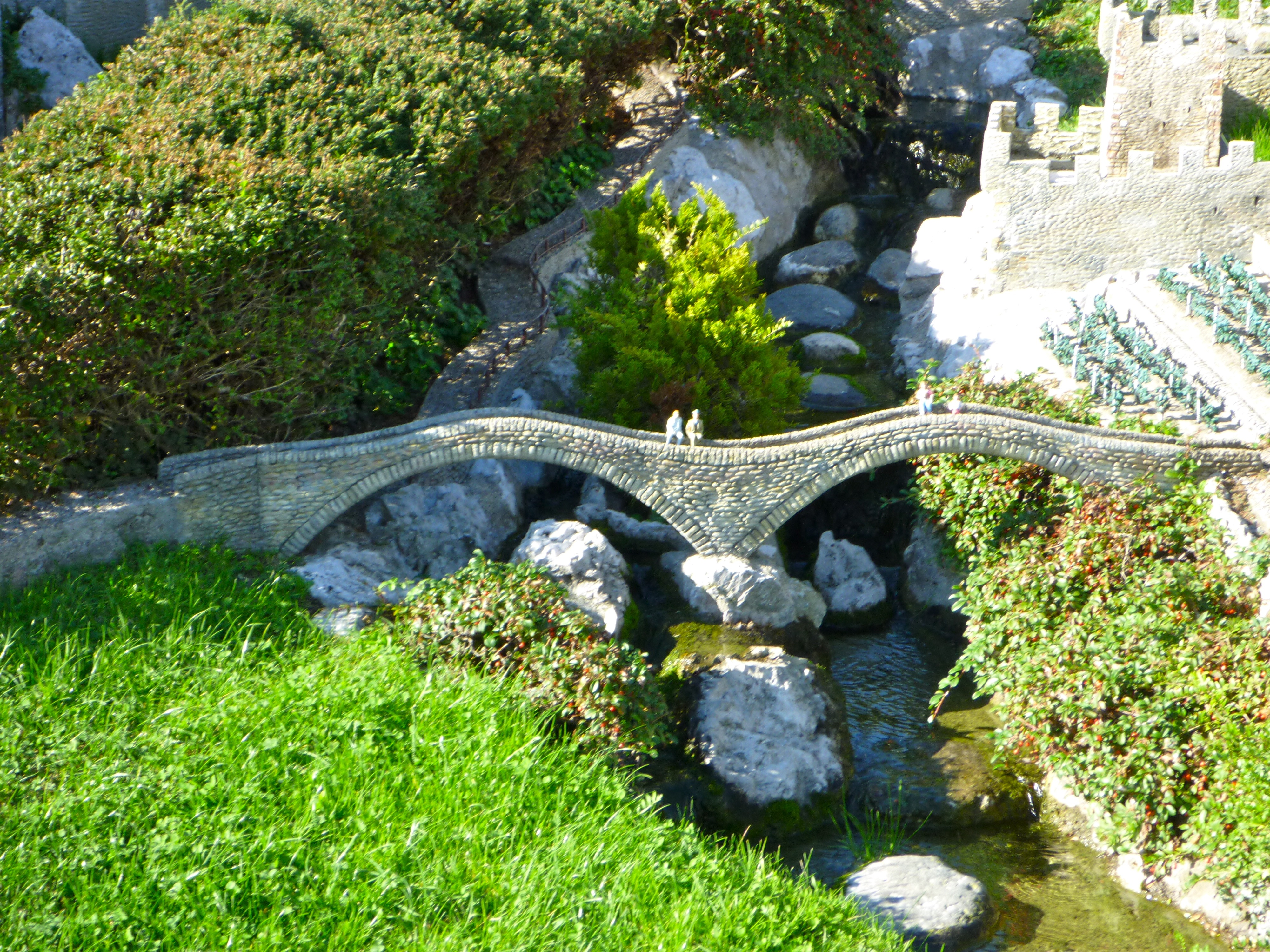
„Ponte dei Salti”, Lavertezzo
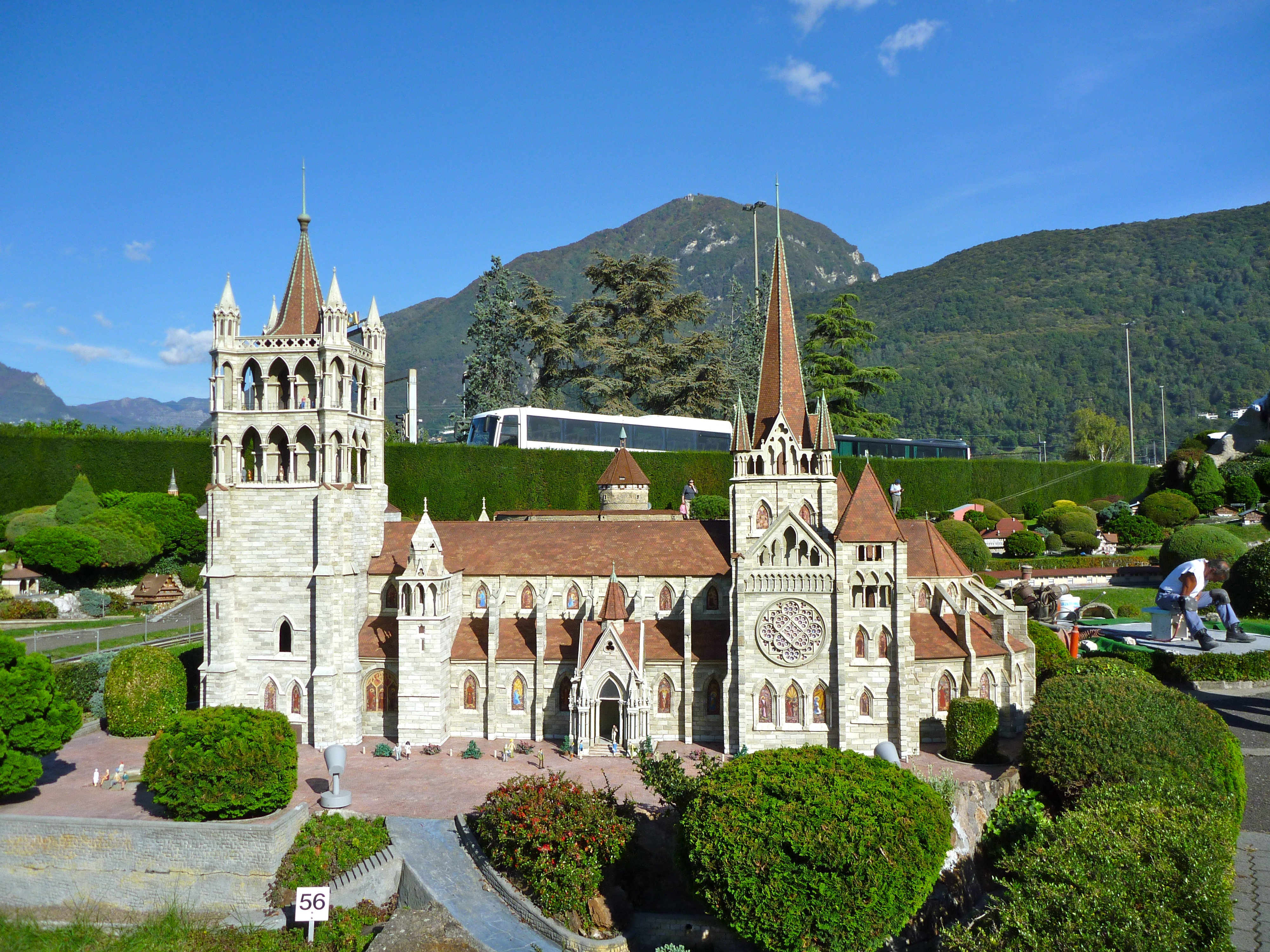
Lausanne-i székesegyház
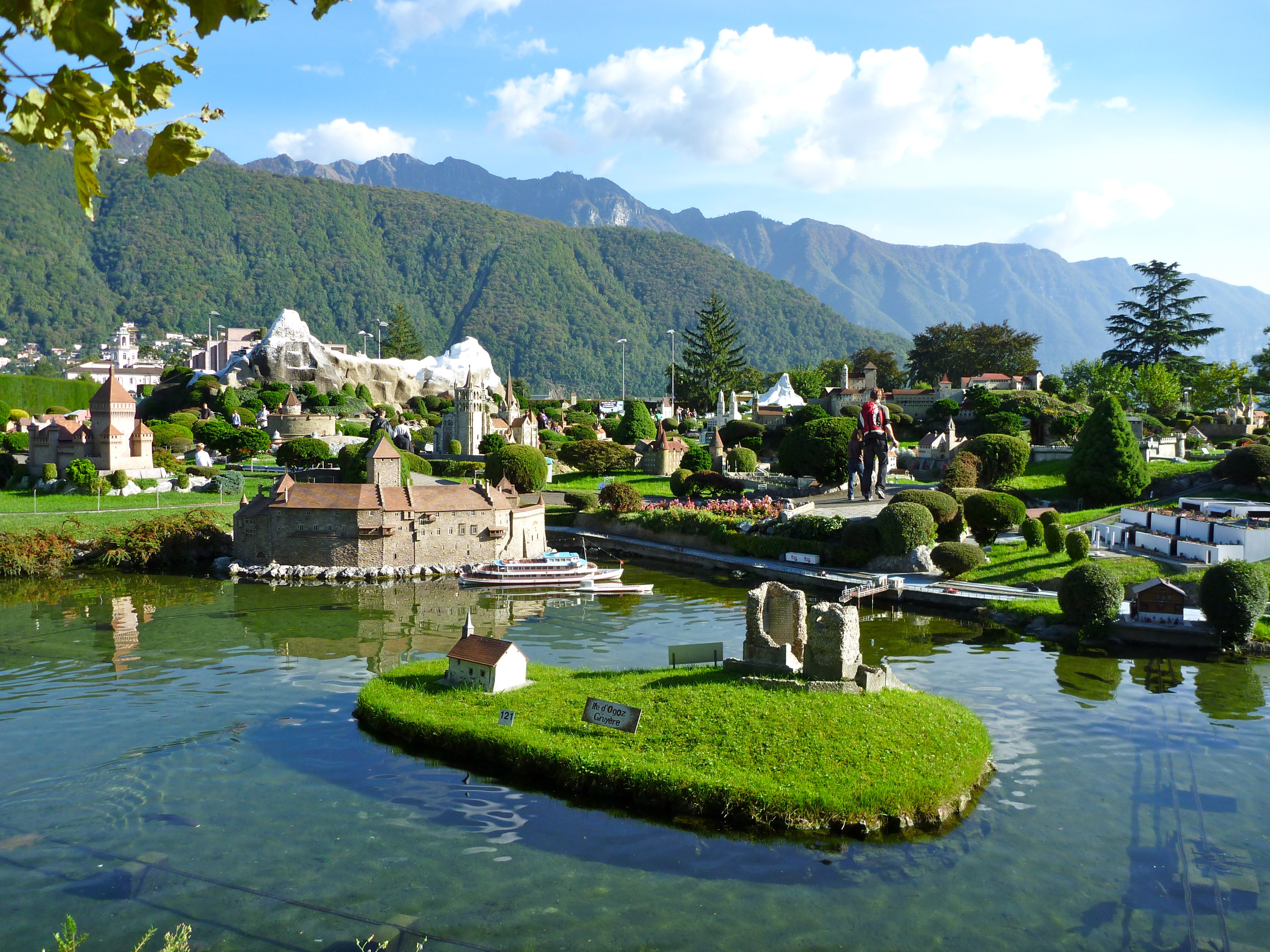
Látkép
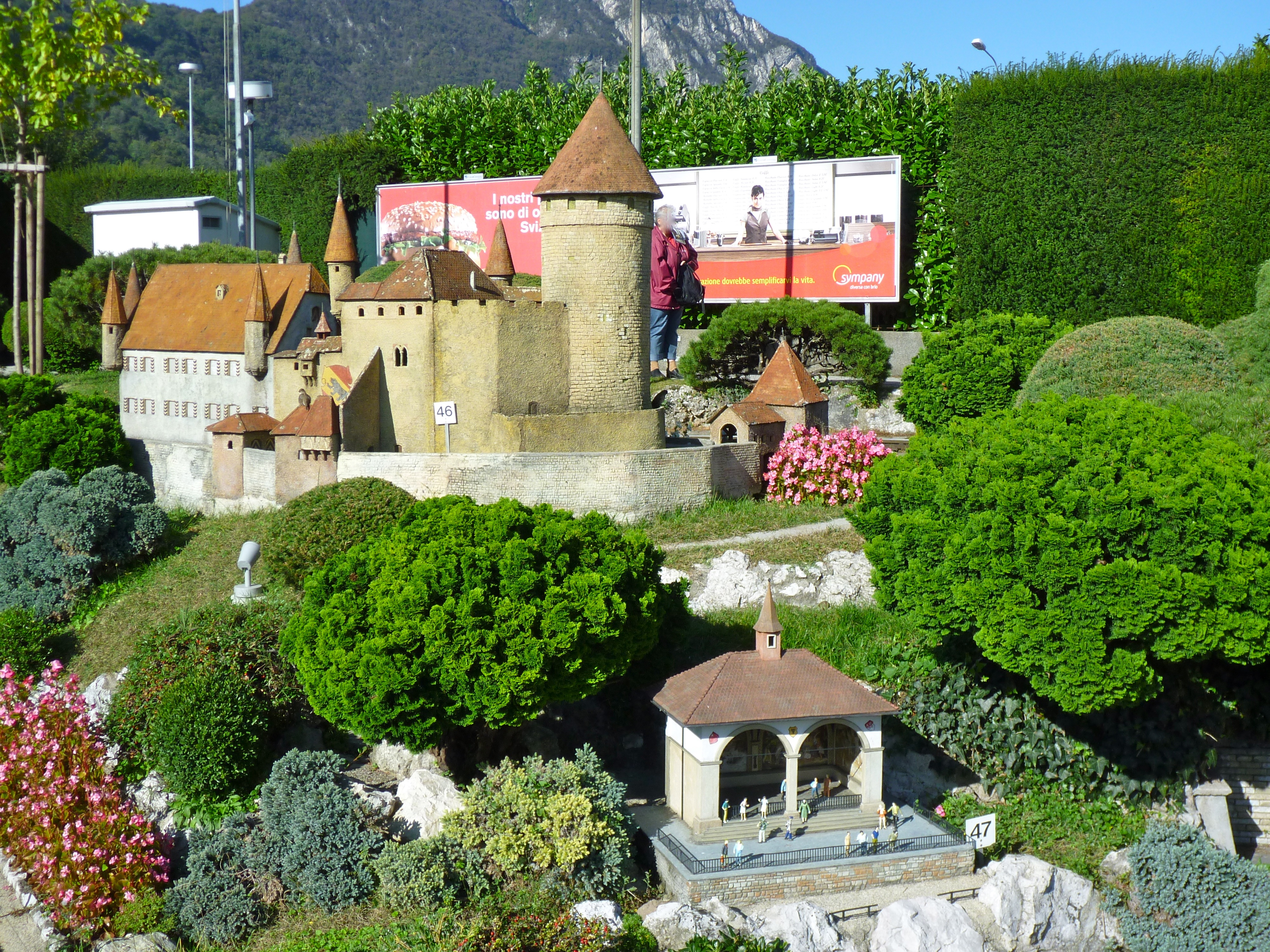
Lucens kastélya és Tell Vilmos-kápolna

Swissminiatur - panoráma

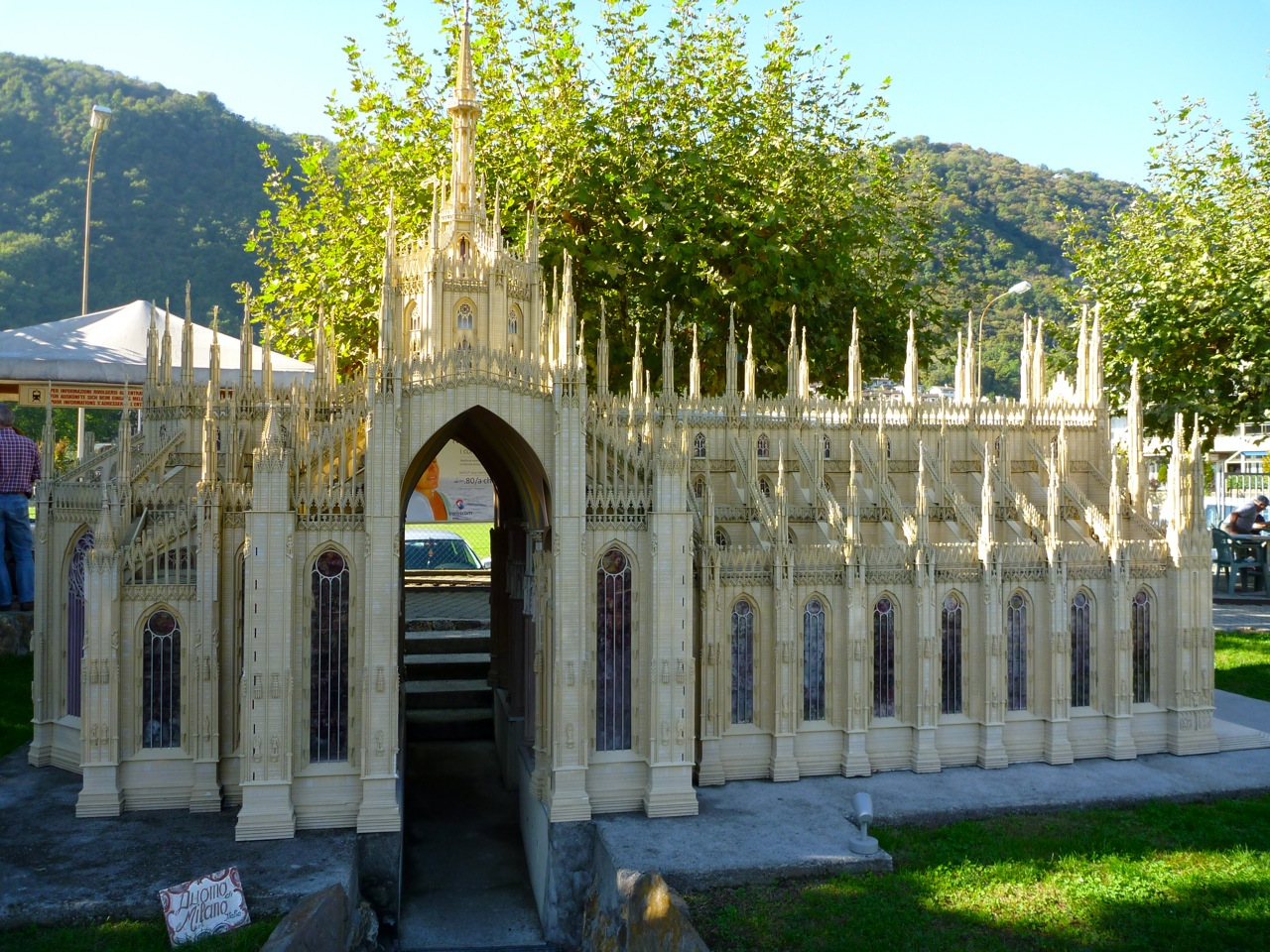
Milánói dóm